# The Aerial Anarchists
The Aerial Anarchists (Deutsch: Die Luft-Anarchisten bzw. Die fliegenden Anarchisten) ist ein britischer Science-Fiction-Film von 1911. Die Regie führte Walter R. Booth.

## Handlung
In einer Hütte in einer abgelegenen Gegend bauen Anarchisten ein Flugzeug. Sie greifen damit eine Festung an und zerstören sie.
Danach bombardieren sie eine Eisenbahnbrücke, wodurch ein Zug in den Abgrund stürzt. Eine Eisenbahnstrecke wird angegriffen. Ein weiterer Zug verunglückt, eine Katastrophe tritt ein. 
Dann bombardieren die Anarchisten in London die St Paul’s Cathedral. Die Kathedrale gerät in Brand. Nun attackieren sie eine weitere Kirche, in der gerade eine Hochzeit stattfindet. Die Hochzeitsgesellschaft kann entkommen, und der Bräutigam nimmt mit einem Auto die Verfolgung des Flugzeugs auf.
Die Anarchisten beschädigen das Auto, das daraufhin verunglückt, doch die Verfolger geben nicht auf und setzen die Jagd auf die Anarchisten mit einem Flugzeug fort.
Es kommt zu einem Luftkampf, in dem das Anarchistenflugzeug abgeschossen wird. Die Täter fliehen in ihr Hauptquartier, wo eine ihrer eigenen Bomben explodiert, und kommen elendig ums Leben wie zuvor viele ihrer Opfer.

## Produktionsnotizen
Der Film bildet den Abschluss von Booth Trilogie über die zukünftige Verwendung von Luftschiffen bzw. Flugzeugen für militärische, kriminelle oder terroristische Zwecke. Die Vorgänger sind Der Luftkrieg der Zukunft (1909) und The Aerial Submarine (1910). 
In Italien wurde der Film laut IMDb unter dem Titel Gli anarchici dell’aria aufgeführt.  
Der Film gilt als verschollen (Stand 2024). Die Handlungsübersicht ist durch den Katalog der Produktionsfirma Kineto überliefert wie auch einige Standbilder.

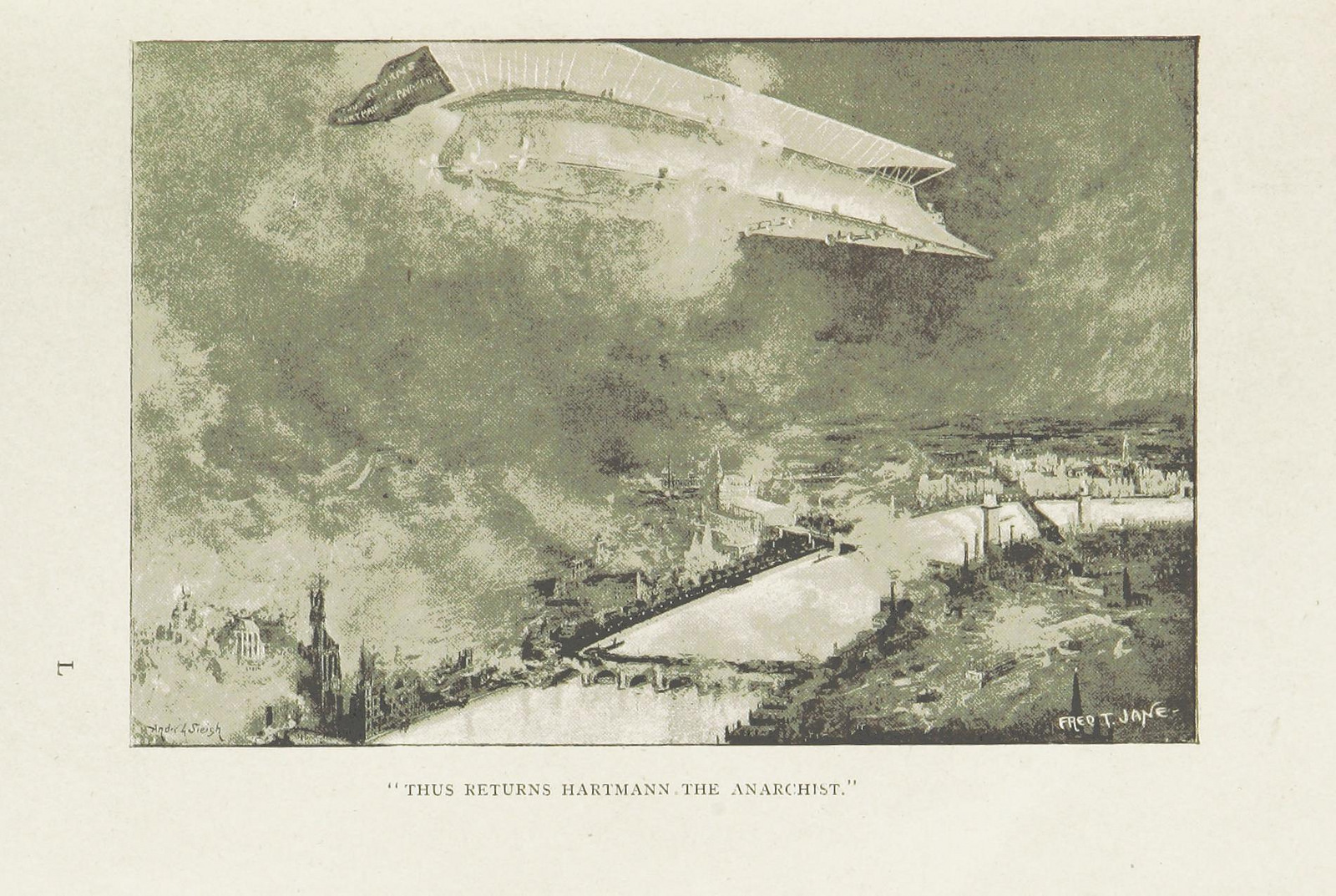
Thus returns Hartmann the Anarchist

Der Film beruht möglicherweise auf dem utopischen Roman Hartmann the Anarchist (1893) von Edward Douglas Fawcett (1866–1960). In dem Roman bombardiert der Anarchist Hartmann mit seinem Luftschiff The Attila London.